# Odderade
Odderade település Németországban, Schleswig-Holstein tartományban. Lakosainak száma 328 fő (2023. december 31.).

## Népesség
A település népességének változása:
| Lakosok száma | 294  | 317  | 332  | 311  | 327  | 328  |
|               | 1975 | 2014 | 2019 | 2021 | 2022 | 2023 |